# Guadalupe Amor
Guadalupe Teresa Amor Schmidtlein, alias
Pita Amor (Città del Messico, 30 maggio 1918 – Città del Messico, 10 maggio 2000) è stata una scrittrice messicana. 
Era membro della “vecchia aristocrazia messicana” ed era attrice e modella per fotografi o pittori come Diego Rivera o Raúl Anguiano.

## Opere
- 1946: Yo soy mi casa
- 1947: Puerta obstinada
- 1948: Círculo de angustia
- 1949: Polvo
- 1953: Décimas a Dios
- 1958: Sirviéndole a Dios, de hoguera
- 1959: Todos los siglos del mundo
- 1984: Soy dueña del universo